# Bludov (okres Šumperk)
Obec Bludov (německy Blauda) leží v okrese Šumperk. Žije zde přibližně 3 000 obyvatel a katastrální území obce má rozlohu 1663 ha. Obec má statut lázeňského místa.
Bludov byl nazván po svém prvním majiteli Bludu z Bludova. Německý název Blauda byl převzat z názvu českého. Obec měla původně ve svém znaku z poloviny 17. století srdce se třemi květinami, ale v roce 1992 byl schválen nový znak, připomínající svou symbolikou bývalou vrchnost – pány ze Žerotína a jejich nejstaršího předka Bluda, v červeném štítě ze stříbrného trojvrší vyrůstající černý korunovaný lev až po kýty, držící v předních tlapách stříbrné majuskulní B.

## Poloha

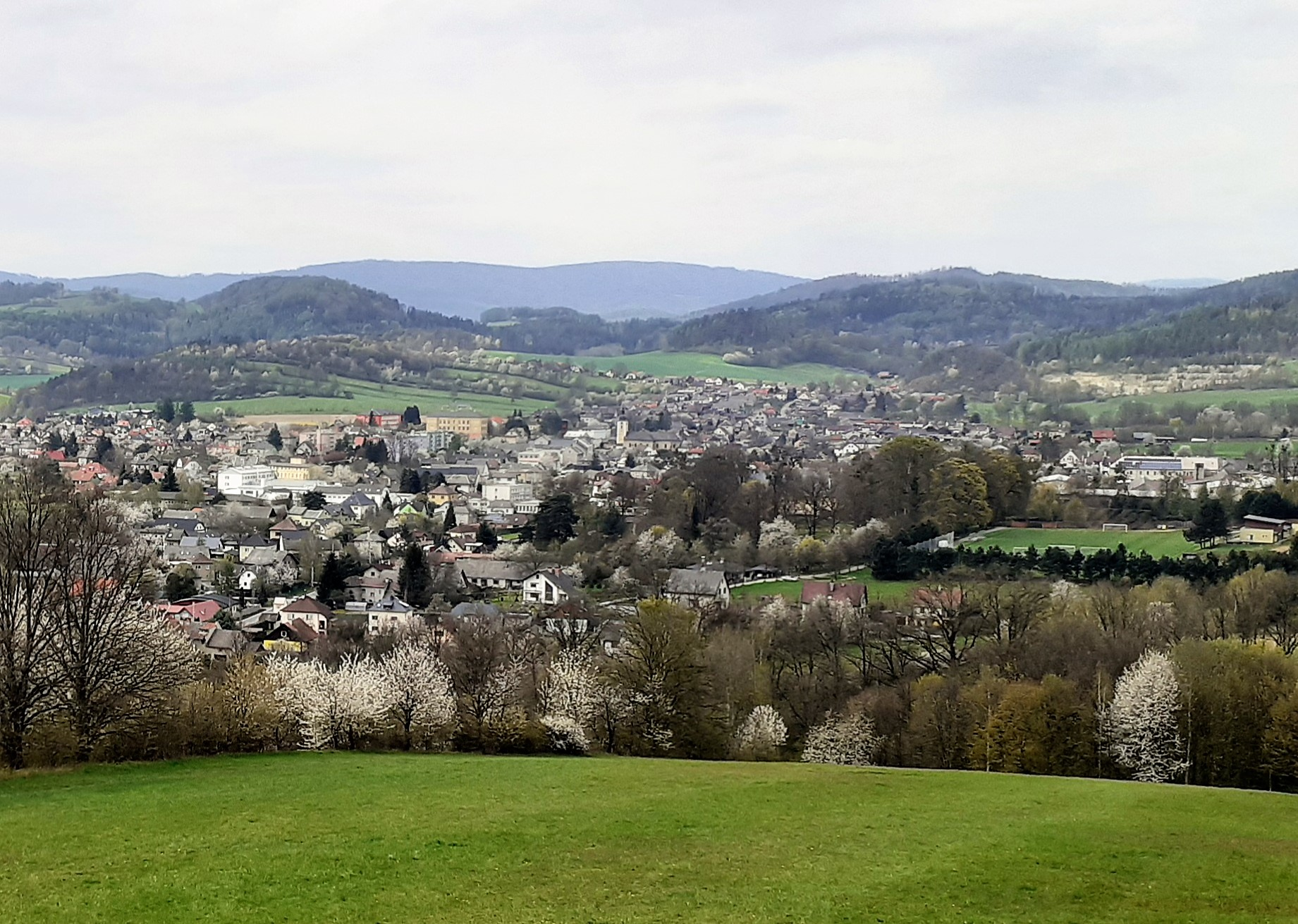
pohled na Bludov ze stráně Brusná

Ve vzdálenosti 4 km severovýchodně leží město Šumperk, 8 km jihozápadně město Zábřeh, 18 km jižně město Mohelnice a 23 km západně město Lanškroun.
Obec se nachází na úpatí jesenického předhůří, zčásti v rovině Mohelnické brázdy, zčásti stoupá do svahu pod kopec Háj (632 m), jehož jižní svah nese podle bývalého bludovského hradu název Hradisko. Střed obce, v němž stojí farní kostel, má nadmořskou výšku 306 m, zatímco poslední domy v severní části obce leží už ve výšce 375 m. Na jižním konci se zvedá vrch Brusná (366 m), pod nímž na odvrácené straně od obce leží železniční stanice Bludov, která je do jisté míry křižovatkou, neboť se tu rozbíhají tratě Šumperk – Zábřeh a Šumperk – Hanušovice. Ještě větší význam má Bludov jako křižovatka silničních tras, kdy se tu potkává hlavní tah I/11 Hradec Králové – Šumperk – Ostrava a I/44 Olomouc – Šumperk – Jeseník.
V západní části obce leží Lázně Bludov, v jejich blízkosti je i železniční zastávka Bludov-lázně. Odlehle od obce se na severozápadní straně nachází koupaliště Vlčí Důl a na jižní straně na řece Moravě Habermannův mlýn, který byl inspirací pro stejnojmenný film. Severně, v lesích, se pak nachází poutní místo nazývané Kostelíček, přesněji Kostel Božího těla.

## Historie
Poprvé se název Bludov objevuje v letech 1200–1216 u markraběcího úředníka Bluda z Bludova, který byl pravděpodobně zakladatelem vsi, zatímco hrad postavil některý z jeho potomků v polovině 13. století. Ve 14. století se Bludov ocitl v rukou moravského markraběte Jana Jindřicha, který jej odkázal, společně s pěti dalšími obcemi, které se staly zárodkem nevelkého bludovského panství, svému synovi Prokopovi Lucemburskému.
V roce 1410 se Bludov stal majetkem Pánů z Kunštátu. Za husitských válek se dostal do rukou Zikmundova stoupence Beneše z Valdštejna a brzy na to do vlastnictví Tunklů z Brníčka. Ti vybudovali u Bludova šest velkých rybníků z nichž ten největší se nazýval Špalek. Z rybníků se nedochoval ani jeden. Za panství Jiřího st. Tunkla byl roku 1468 Matyášem Korvínem za česko-uherské války dobyt a zničen hrad Bludov. Roku 1496 získali Bludov páni ze Žerotína, odvozující svůj původ od tehdejších Bludoviců. Na přelomu 16. a 17. století měnil Bludov rychle majitele, přičemž těmi konečnými se stali roku 1624 Lichtenštejn-Kastelkornové.
V 16. století se objevuje zmínka o dvou bludovských panských dvorech, z nichž u tzv. Dolního dvora byla někdy po roce 1571 postavena tvrz. Na jejím místě byl po roce 1624 postaven dvoukřídlý zámek, rozšířený do dnešní podoby tvaru písmenu „U“ roku 1708. Ves dále rostla i za posledních majitelů, kterými se stali Žerotínové. Ti z bludovského zámku udělali po roce 1802 své hlavní sídlo, které k tomuto účelu sloužilo až do roku 1945. Po Sametové revoluci byl zámek Žerotínům vrácen a ti na něm dnes žijí.
Roku 1834 v Bludově stálo 318 domů s 2070 obyvateli. Význam obce stoupnul po vybudování císařské silnice z Čech na Moravu (1836–42) a po výstavbě trati Olomouc-Praha (1845). Starý farní kostel Sv. Jiří byl ve 30. letech 19. století zbořen a postaven nový společně s žerotínskou hrobkou do níž byly v roce 1842 uloženy i ostatky nejslavnějšího Žerotína, Karla staršího.
Následky třicetileté války byly rychle zahlazeny, neboť podle lánového rejstříku z roku 1677 tu bylo 72 usedlíků a žádná poustka. Po roce 1848 se Bludov stal centrem českého národního života v jinak německém Šumpersku. Během druhé poloviny 19. století se Bludov výrazně industrializoval, řada zdejších obyvatel byla zaměstnána nejen v blízkém Šumperku a sudkovské textilce, ale i ve dvou zdejších hedvábnických továrnách, dvou mlýnech, pile, menší strojírně a ve vápence. Roku 1908 tu byla postavena první měšťanská škola s českým vyučovacím jazykem na Šumpersku.
Před první světovou válkou v Bludově politicky vedli křesťanští sociálové. V době meziválečné lidovci, sociální demokraté a komunisté. Zaniklé textilky v tomto období nahradila družstevní mlékárna, parní pila, výroba beden, menší slévárna a lihovar. Roku 1929 byly otevřeny místní lázně.
Ačkoli šlo o převážně českou obec, kvůli své poloze v německy mluvící oblasti Šumperska byla v roce 1938 připojena v rámci Sudet k nacistickému Německu. Během druhé světové války se stal Bludov obcí aktivně zapojenou do protinacistického odboje. Řada bludovských občanů byla vězněna v koncentračních táborech, 13 osob položilo za svobodu vlasti život – např. plk. Josef Březina, P. Karel Dřímal, Adolf Schwarzer apod.
Po válce byl Bludov jedním z center protikomunistického odboje. V důsledku toho proběhlo s bludovskými občany několik politických procesů, jejichž výsledkem bylo věznění, konfiskace majetku apod. – proces se zakladatelem bludovských lázní Zdeňkem Pospíšilem, bludovským farářem P. Oldřichem Koutným a dalšími farníky, proces s odpůrci kolektivizace apod. Roku 1950 bylo založeno JZD, které se v průběhu 60. a 70. let sloučilo s JZD Bohutín, Chromeč, Sudkov, Nový Malín a Temenice. V roce 1971 se družstevní mlékárna proměnila v sodovkárnu (Nealko). Dalším průmyslovým závodem v obci se stala pobočka STS Šumperk, později přejmenovaná na Agregu. Roku 1963 byla dokončena výstavba koupaliště ve Vlčím Dole. Během devadesátých let sodovkárna zanikla a koupaliště bojovalo o přežití, nicméně přežilo a rozvíjí se.
V roce 2020 se v obci nacházelo zdravotní středisko, úplná základní škola, pošta, dvě sportovní hřiště, několik obchodů a asi 7 restauračních zařízení.
Vývoji bludovského sídelního prostoru včetně starých map se věnuje kniha Od Markrabiny na Prostřední hora. Atlas bludovských historických map (z roku 2018).

## Demografie
K 1. lednu 2020 zde žilo 3062 obyvatel a z toho 1 526 mužů a 1536 žen.
Nezaměstnanost k 31.12.2018 činila 2,97 %.
| Rok            | 1869 | 1880 | 1890 | 1900 | 1910 | 1921 | 1930 | 1950 | 1961 | 1970 | 1980 | 1991 | 2001 | 2010 | 2022 |
| Počet obyvatel | 2171 | 2266 | 2273 | 2460 | 2682 | 2604 | 2892 | 2485 | 2779 | 2736 | 3131 | 3128 | 3189 | 3150 | 3043 |

## Obecní správa a politika
Obec se člení na dvě základní sídelní jednotky: Bludov a Bludov-Zámeček.
Od 1. ledna 1976 do 31. prosince 1991 sem  patřilo i Vyšehoří.
Obec je spravována zastupitelstvem obce, které má od roku 1994 15 členů. V letech 1990–2002 byl starostou obce JUDr. Josef Sedláček (SZ), v letech 2002–2022 Ing. Pavel Ston (ODS) (je nejdéle úřadujícím starostou v dějinách Bludova) a od roku 2022 je starostou Bc. Roman Holinka (ODS). Od roku 2002 v každých komunálních volbách zvítězila ODS. Obecní radu tvoří od roku 2018 radní zvolení za ODS, KDU-ČSL a Nezávislou volbu.

## Pamětihodnosti

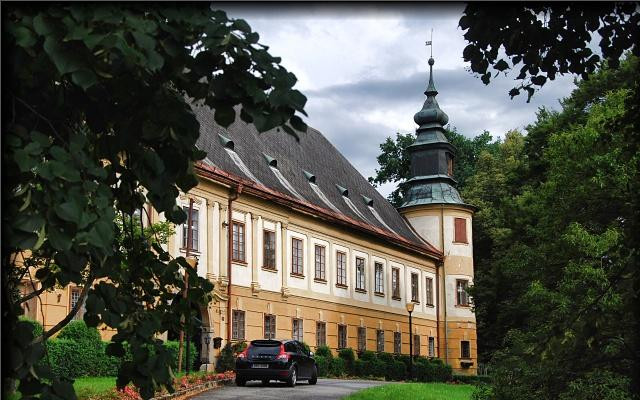
Zámek Bludov

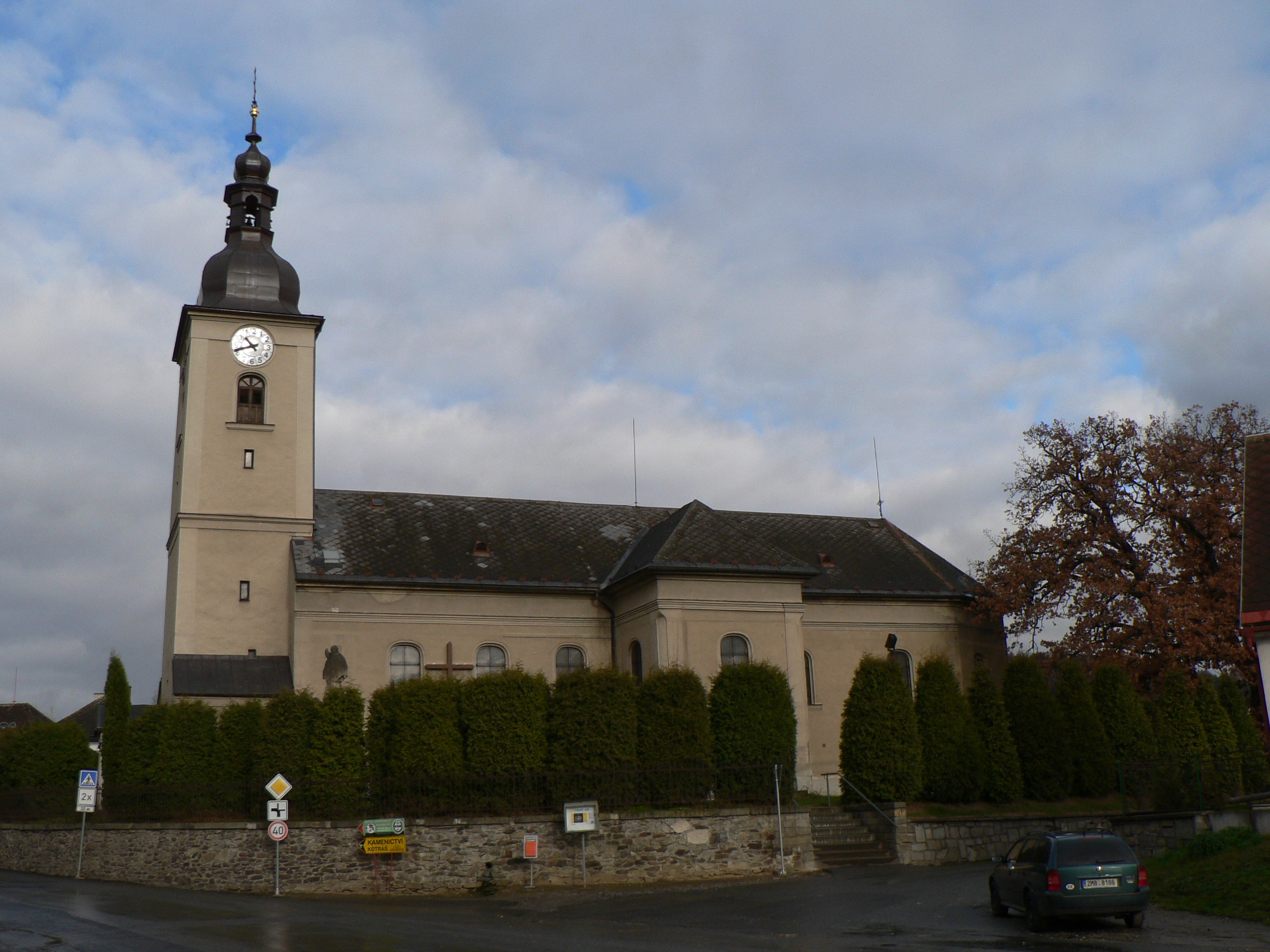
Kostel sv. Jiří

V katastru obce jsou evidovány tyto kulturní památky:
- Zřícenina hradu Bludov – skromné zbytky hradu z 13. století postaveného Bludem III. Zanikl za uherských válek po dobytí Matyášem Korvínem. Zbytky hradního zdiva byly použity v pol. 19. stol. na stavbu silnice.
- Zámek Bludov s areálem parku – trojkřídlý renesanční zámek v centru obce z poloviny 17. století, do dnešní podoby rozšířen v roce 1708 a definitivně barokizován 1741. Vedle zámku je park o rozloze 9,16 ha, založený v 18. století, s řadou hodnotných dřevin a několika památnými stromy, z nichž nejstarší je lípa srdčitá, jejíž věk je odhadován na 600 let. Zámek je sídlem rodiny Mornstein-Zierotin.
- Kostel Božího těla s areálem – poutní kostel, ležící asi 3 km severně od obce. Jedná se o jednolodní barokní stavbu ze 2. poloviny 18. století. V areálu kostela se dále nacházejí:
  - Kaple P. Marie Lourdské (nad pramenem) – drobná architektura ze začátku 20. století
  - sloupková boží muka z roku 1683
  - kříž – drobná kamenická práce z roku 1843
  - Křížová cesta
- Kaple Nejsvětější Trojice – u silnice mezi Bludovem a Šumperkem, drobná barokní architektura z 2. poloviny 18. století
- Venkovská usedlost čp. 118
- Venkovský dům čp. 120
- Venkovská usedlost čp. 125
- Venkovská usedlost čp. 126 se stodolou – lidová architektura s arkádovým náspím s dvouvjezdovou stodolou, datované do roku 1858
- Sýpka v Horním dvoře (na Zámečku/Bludovečku) čp. 193 severozápadně obce
- Sousoší Nejsvětější Trojice u kostela sv. Jiří – kamenická práce z konce 18. století s novějším podstavcem, ikonograficky odvozené od sochy Nejsvětější Trojice v Šumperku
- Socha sv. Jana Nepomuckého u zámeckého rybníka – kamenická práce z roku 1818
- Socha sv. Rocha u cesty na Bludoveček

Mimo památkově chráněných objektů jsou v obci další kulturní památky:
- Kostel svatého Jiří
- Hrobka Žerotínů pod sakristii kostela sv. Jiří, mimo jiné je zde pochován Karel starší ze Žerotína
- Na žerotínské hrobce umístěná busta Karla staršího ze Žerotína, jejímž autorem je Vincenc Makovský
- Kaple sv. Anny u cesty na Zámeček
- řada křížů, soch a obrázků v krajině

## Další zajímavosti

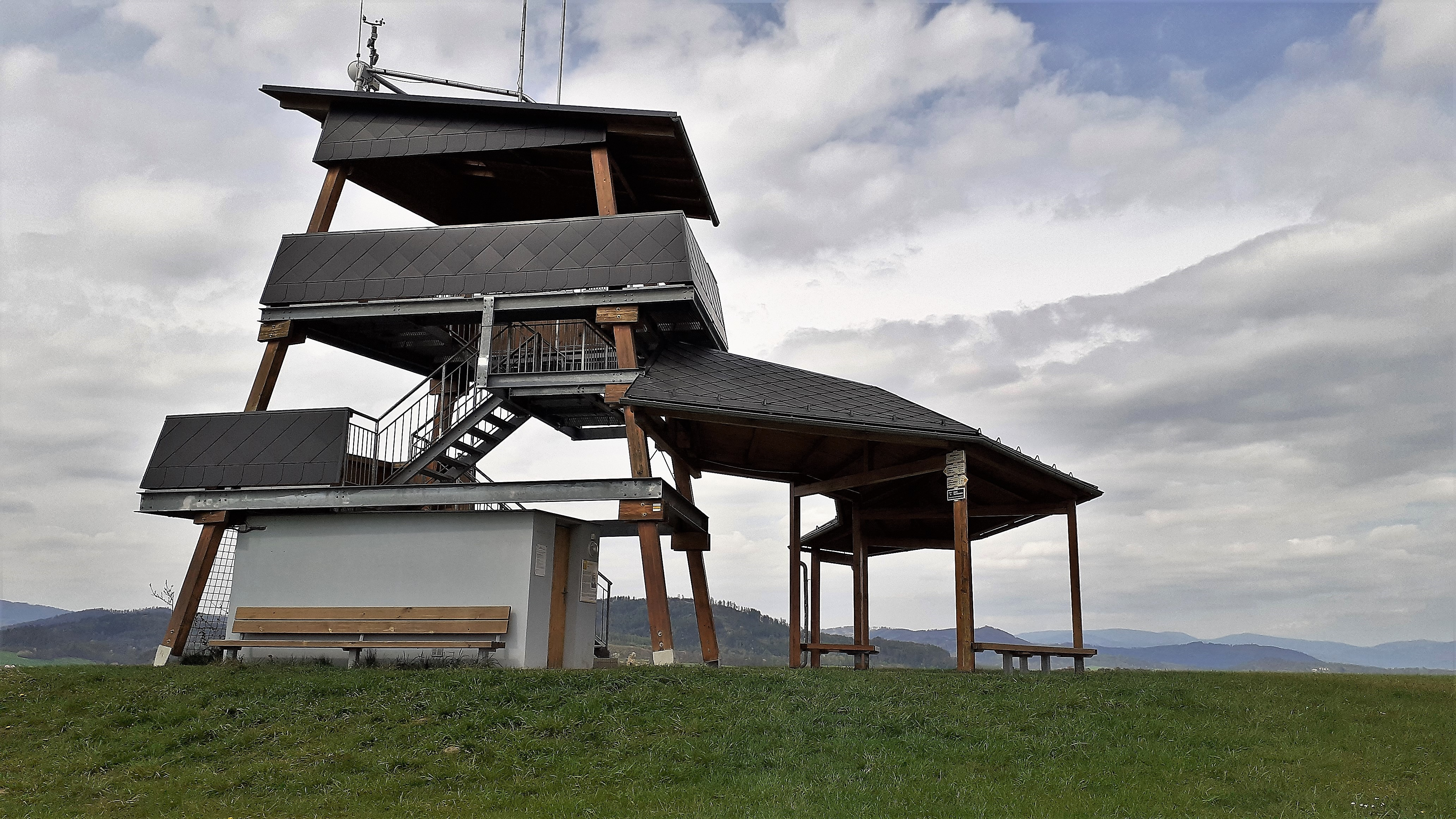
Rozhledna na stráni Brusná (364 m n. m.)

- V západní části obce se nacházejí lázně. Teplý pramen léčivých účinků byl využíván Žerotíny, lázně zde byly otevřeny v roce 1929.
- Léčivé vody z podhůří Jeseníků se využívá i k výrobě minerálních vod
- V roce 2015 bylo v Bludově s přispěním strukturálních fondů EU založeno Pradědovo dětské muzeum
- Na stráni Brusná u Bludova byla v roce 2015 postavena rozhledna, odkud je výhled na město Bludov a panorama Jeseníků

## Osobnosti spjaté s obcí
- Blud z Bludova (asi 1195–1215), zakladatel obce.
- Karel Emanuel ze Žerotína (1850–1934), moravský místodržící
- Rudolf Kordas (1873–1970), náčelník Severomoravské župy sokolské, buditel kulturního bludovského života. Během protektorátu vězněn gestapem.
- PhDr. Jan Březina (1877–1962), historik, matematik a fyzik
- Adolf Kašpar (1877–1934), ilustrátor
- JUDr. Josef Cyril Kotrlý (1903–1973), diplomat, v roce 1945 místopředseda České národní rady řídící pražské květnové povstání
- plk. Karel Hlásný (1911–1982), československý voják v odboji

- ThDr. Bibl.Lic. Jarolím Adámek, CSsR (1915–1969), teolog

- doc. Ing. Rudolf Pohl, CSc. (1937–2019), dlouholetý a vážený kantor na VŠ, autor mnoha publikací, nejen ohledně zahrad Pražského hradu. Velký zájem o filosofii a o postoj k životu.
- Ing. Karel Mornstein-Zierotin (*1939), majitel Zámku Bludov.
- Prof. PhDr. Stanislav Balík, Ph.D. (*1978), politolog, historik, děkan Fakulty sociálních studií Masarykovy univerzity, autor mj. řady knih o Bludově.
- Hubert Viktor Habermann (1901–1944), bludovský mlynář, jenž byl násilně zavražděn.
- Jaroslav Žváček, spisovatel a scenarista, zde strávil své dětství a mládí a situoval sem děj divadelní hry Obludov